# Palaeagapetus ovatus
Palaeagapetus ovatus är en nattsländeart som beskrevs av Ito och Sinske Hattori 1986. Palaeagapetus ovatus ingår i släktet Palaeagapetus och familjen smånattsländor. Inga underarter finns listade i Catalogue of Life.